# Parada Ingeniero Pablo Marín
Ingeniero Pablo Marín es una estación ferroviaria ubicada en el partido de General Rodríguez, Provincia de Buenos Aires, Argentina.

## Servicios
La estación corresponde a la Línea Sarmiento de la red ferroviaria argentina, en el servicio diésel que conecta las terminales Moreno y Mercedes.